# Heterolaophonte norvegica
Heterolaophonte norvegica is een eenoogkreeftjessoort uit de familie van de Laophontidae. De wetenschappelijke naam van de soort is voor het eerst geldig gepubliceerd in 1968 door Drzycimski.